# Cyrtopodion russowii
Cyrtopodion russowii este o specie de șopârle din genul Cyrtopodion, familia Gekkonidae, descrisă de Strauch 1887. A fost clasificată de IUCN ca specie cu risc scăzut. Conform Catalogue of Life specia Cyrtopodion russowii nu are subspecii cunoscute.